# Lygropia distorta
Lygropia distorta là một loài bướm đêm trong họ Crambidae.